# Robert Gascoyne-Cecil
Robert Arthur Talbot Gascoyne-Cecil, marquès i comte de Salisbury, vescomte Cranborne, baró Cecil d'Essendon, KG, GCVO, PC, (Hatfield, Hertfordshire, 3 de febrer de 1830 - ibídem, 22 d'agost de 1903) fou un destacat polític britànic, més conegut com a lord Salisbury. Fins a 1865 se'l coneixia com a lord Robert Cecil i, durant el període que va des de 1865 fins a 1868, com vescomte Cranborne. Va ocupar el càrrec de primer ministre en tres ocasions, sumant un total de tretze anys, marca només superada des d'aleshores per Margaret Thatcher. Va ser membre del Partit Conservador, successor de Benjamin Disraeli i rival de William Ewart Gladstone, cap del Partit Liberal. Es tracta d'un dels personatges més importants de l'era victoriana.

## Vida
Robert Cecil va ser el segon fill de James Gascoyne-Cecil, segon marquès de Salisbury. Comptava amb avantpassats com Lord Burghley, ministre de la reina Isabel I. Va tenir una infància infeliç, va estudiar a Eton i, més tard, a Oxford. Es tractava d'un nen feble i delicat amb tendència a caure malalt. En la seva joventut desenvoluparia un fort interès per la lectura i la botánica.
Després de llicenciar-se en matemàtiques per Oxford amb la nota més baixa possible, Salisbury va decidir fer un llarg viatge per les colònies britàniques. Visitaria Sud-àfrica, Austràlia i Nova Zelanda, entre altres països. Aquest viatge va ser important per dos factors fonamentals: aconseguiria enfortir a Salisbury i enfortir la seva salut, alhora que propiciaria que augmentés el seu interès per l'administració de l'Imperi Britànic.
El 1857, Salisbury es va casar amb Georgina Alderson, una dona de baixa condició social, en contra dels desitjos del seu pare. Georgina era la filla de Sir Edward Alderson, un notable jurista moderat. Robert i Georgina van formar un matrimoni feliç que va tenir cinc fills i tres filles, dels quals només una va morir en la infància.
Salisbury necessitava mantenir la seva família, per al que va començar a escriure articles periodístics sobre temes polítics. Aviat començaria a ser assenyalat com un comentarista sagaç, el que acabaria causant la seva entrada en política. Va entrar a la Cambra dels Comuns l'any 1853 com a diputat per Stamford, després unir-se al Partit Conservador.
El 1868, en morir el seu pare, va heretar el marquesat de Salisbury, pel que va passar a la Cambra dels Lords. De 1868 a 1871, va ser un important executiu de la Companyia dels Grans Ferrocarrils Orientals. Aquesta empresa estava experimentant greus pèrdues fins a l'arribada de Salisbury, que va aconseguir que superés les seves dificultats i va arribar a repartir un petit dividend entre els seus accionistes. El 1869 va ser nomenat rector de la Universitat d'Oxford. Salisbury era un home amb notable interès pel coneixement, pel que s'explica, va fer construir un laboratori a casa natal de Hatfield.
La reina Victòria I li va oferir el títol de duc, però va declinar l'oferta, ja que considerava que no podia assumir els costos econòmics que comportava l'estil de vida dels ducs.
No obstant això, quan va morir els béns de Salisbury sumaven un total de 310.336 lliures estarlinas. El 1900 Salisbury tenia propietats i estalvis per valor de 6,56 milions de lliures, equivalents a voltant de 374 milions de lliures de 2005. Això el converteix en un dels primers ministres més rics de la història, superat només per Archibald Primrose.

## Trajectòria Política

### Inicis

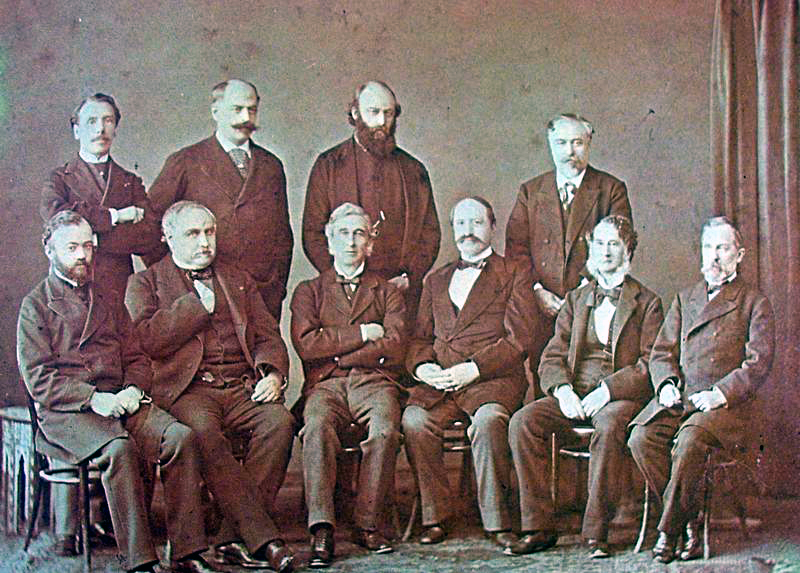
Delegats participants a la Conferència de Constantinoble. Entre ells es troba lord Salisbury, que va participar com a ministre plenipotenciari del Regne Unit.

Després d'entrar en els comuns el 1853, Salisbury es convertiria en un dels màxims teòrics del conservadorisme britànic. Defensava el manteniment de les restriccions del dret a vot perquè únicament les persones de certa posició econòmica poguessin participar en la política, és a dir, només els homes que tinguessin una determinada renda podrien votar o ser elegits per algun càrrec. Lògicament, es tractava d'un dels grans detractors de la reforma electoral del primer ministre John Russell, que pretenia ampliar el sufragi. Les crítiques de Salisbury i altres polítics van provocar la dimissió de Russell l'any 1866.
Aquest mateix any, Gascoyne-Cecil, vescomte de Cranborne després de la mort del seu germà gran, va entrar en el tercer govern de Lord Derby com a Secretari d'Estat per l'Índia, però va renunciar al seu càrrec després de la reforma del sufragi que ampliava el dret a vot. Aquest fet el va mantenir apartat de la política durant sis anys.

### Progressió fins a arribar al càrrec de Primer Ministre
Tornaria al govern el 1874, ocupant el mateix càrrec sota les ordres de Disraeli. Salisbury va millorar sensiblement la seva relació amb Disraeli, a qui havia disgustat anteriorment. El 1878, Salisbury va succeir a Lord Derby (fill del primer ministre) com a cap del Foreign Office a temps de portar a la Gran Bretanya a una "pau honorable" durant el Congrés de Berlín. Gràcies al seu destacat paper va ser nomenat membre de l'Orde de la Lligacama.
Des de la mort de Disraeli esdevinguda el 1881, els conservadors van entrar en un període turbulent. Salisbury es va convertir en el líder dels conservadors a la Cambra dels Lords, encara que no va ser acceptat com a líder per tot el partit. Després d'una dura pugna amb el líder en els comuns, sir Stafford Northcote, Salisbury va emergir com la figura dominant del seu partit. A causa de la inestabilitat de l'administració de Gladstone, que depenia dels irlandesos per tirar endavant les seves propostes, Salisbury va formar un govern minoritari. Encara que la seva situació era feble, va poder aprofitar-se dels conflictes existents entre Gladstone i els irlandesos a causa de la qüestió de l'autogovern. Gràcies a aquest fet i una hàbil estratègia que el presentava com el líder d'un partit sòlid, sense les dissensions internes que patia l'oposició, va vèncer aclaparadorament a les eleccions de 1886 podent formar un govern sòlid. Salisbury va romandre com a primer ministre fins a 1902, amb l'únic parèntesi del període donat entre 1892 i 1895, quan va governar el comte de Rosebery. Salisbury es diferenciava d'alguns dels seus predecessors, com Disraeli o Gladstone, en que era una persona extremadament freda i reservada, el que no va ser impediment perquè es convertís en un dels homes que més temps va estar en el càrrec de primer ministre.

### Gestió. Política interior i exterior
El 1889 Salisbury va fundar el Consell del Comtat de Londres, capacitant, a partir de 1890, per a construir edificis. Es va penedir aviat de la seva decisió, i va dir al novembre de 1894 que el Consell, "és el lloc on es realitzen experiments col·lectivistes i socialistes. És el lloc on un nou esperit revolucionari busca les seves eines i acumula les seves armes".
També el 1889, el govern de Salisbury aprovaria l'Acta de Defensa Naval, que facilitaria la despesa de vint milions de lliures extra a la marina durant els quatre anys següents. Aquesta va ser la gran expansió escomesa mai per la flota en temps de pau: deu nous cuirassats, trenta-vuit nous creuers, divuit nous torpediners i quatre noves troneres ràpides. Tradicionalment (almenys des de la Batalla de Trafalgar) el Regne Unit havia tingut una flota una tercera part més gran que la del país amb la següent flota més poderosa, però la Marina Reial pretenia tenir "un nivell de força equivalent a les forces combinades de les dues flotes més fortes del món després d'ella " Això va originar protestes per part de França i Rússia.
Salisbury era un expert diplomàtic que prosseguiria la política britànica del "esplèndid aïllament". Durant la major part del seu mandat va exercir com a cap del Foreign Office i no com a ministre d'hisenda, com era costum. Va portar excel·lentment els afers exteriors britànics, aconseguint una sèrie encadenada d'èxits. Va participar en el repartiment de àfrica, va resoldre feliçment l'Incident de Fachoda i va provocar el rebrot de les revoltes bòers, que van finalitzar amb el domini total de Sud-àfrica per part dels britànics, però que, tanmateix, acabarien forçant la seva dimissió. Va frenar durament les aspiracions russes sobre Constantinoble i va obtenir la cessió de Xipre. Va aconseguir que se li s'assignessin a Gran Bretanya els territoris que més tard constituirien Rhodèsia i arribar a un acord amb el II Imperi Alemany per repartir l'Àfrica Oriental en dues esferes d'influència: una britànica i una altra alemanya. Després que Horatio Kitchener reconquerir el Sudan (que havia estat lliure de la dominació britànica des de 1885, a causa de l'èxit inicial de la revolta iniciada per Muhammad Ahmad, el Mahdi),
Salisbury va aconseguir que França acceptés que aquest territori romangués sota un govern anglo-egipci el 1899. Just abans de retirar-se va signar l'aliança anglo-japonesa, que va romandre en vigor fins després de la Primera Guerra Mundial. Així mateix, va ser l'artífex de la definitiva reconciliació entre els Estats Units i el Regne Unit, que havien tingut relacions tirants des de la independència dels primers temps. Això tindria importants conseqüències al llarg de tot el segle xx, sent un dels factors més importants en la resolució de les dues guerres mundials.

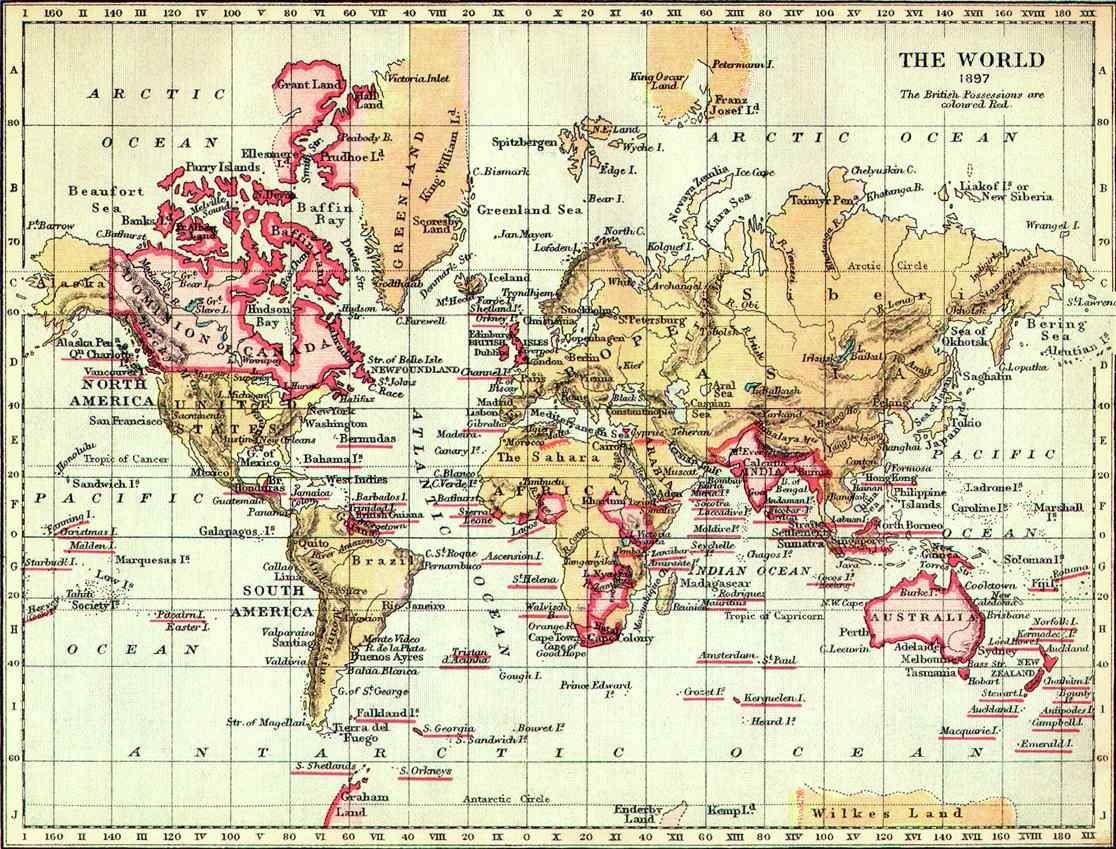
L'imperi Britànic el 1897 segons un mapa de l'època. El 1897 lord Salisbury era primer ministre del Regne Unit.

En política interior, Salisbury va intentar frenar l'autogovern d'Irlanda mitjançant un programa de reforma de la distribució de la terra, que va ajudar a milers de pagesos irlandesos a tenir les seves pròpies terres. A més, va dur a terme importants mesures socials, com la implantació de l'educació pública gratuïta l'any 1891. Va realitzar importants reformes en l'àmbit laboral, i el primer que va fer reformes per responsabilitzar els patrons dels accidents laborals en alguns casos de negligència per part seva. Durant el seu govern s'inicia la divisió dels conservadors entre lliurecanvistes i proteccionistes, el que els portaria a la derrota en les eleccions de 1905.
L'11 de juliol de 1902, vidu i amb greus problemes de salut, Salisbury va dimitir. Va ser succeït pel seu nebot, Arthur James Balfour. Va morir el 1903.

## Llegat
Salisbury és considerat una icona del conservadorisme aristocràtic. La Revista Salisbury, publicació acadèmica trimestral, va ser anomenada així en el seu honor, en ser creada el 1982.
Segons Clement Attlee, primer ministre laborista durant el període 1945-1951, Salisbury havia estat el millor primer ministre que va tenir el Regne Unit durant el temps en què ell havia viscut.